# José Leite Galvão
José Leite Galvão ( — ), foi um político brasileiro.
Foi presidente da província de Mato Grosso, de 2 de maio a 31 de maio de 1881 e de 10 de março a 7 de maio de 1883.